# 4888 Doreen
4888 Doreen (1981 JX1) là một tiểu hành tinh vành đai chính được phát hiện ngày 5 tháng 5 năm 1981 bởi Shoemaker, C. S. ở Palomar.